# Сокирянський район
Сокиря́нський райо́н — колишній район Чернівецької області України, (1940-1941; 1944-2020 роки). Районний центр  був у місті Сокиряни. Площа району — 661 км². Населення становило 43 404 особи (станом на 1 липня 2016 року). На цей час територія колишнього Сокирянського району цілком входить до складу Дністровського району Чернівецької області.

## Географія
Розташований на сході області в зоні лісостепу, займає південно-східну частину Пруто-Дністровського міжріччя. Площа 670 км². 7,3% від загальної території області. Відстань до Чернівців  від районного центру Сокиряни 156 км шосейними і ґрунтовими шляхами і 163 км залізницею.
Район межував: на заході — з Кельменецьким районом, на півночі — з Хмельницькою областю, на сході — з Вінницькою областю, на півдні — з Республікою Молдова.

## Історія
Район був заснований у липні 1940 р. після звільнення території Бессарабії від румунської окупації (листопад 1918- червень 1940). До його складу увійшли віднесені до складу Української РСР частини Секурянської, Романкоуцької, Бричанської, Яноуцької волостей Хотинського повіту. Після повторного звільнення території від румунсько-німецьких загарбників Червоною Армією у березні 1944 року  відновив існування в попередніх адміністративних межах у складі Чернівецької області УРСР.
Остаточно припинив існування після завершення чергової загальноукраїнської державної адміністративної реформи у грудні 2020 р.. Рішення про ліквідацію було прийняте на державному рівні 17 липня 2020 р.

## Природно-заповідний фонд Сокирянського району

### Національні природні парки
Хотинський (частина).

### Іхтіологічні заказники
Куютинський, Непоротівський.

### Ландшафтні заказники
Василівський яр, Галицька стінка, Молодівський яр, Шебутинський яр.

### Ботанічні пам'ятки природи
Вікові липи, Липа срібляста, Платан східний (чинар), Сосна Чорна, Сторічний дуб, Урочище «Жафино», Чотири тополі.

### Гідрологічні пам'ятки природи
Джерело «Поруб», Джерело «Розкопинці», Ожевська мінеральна.

### Парки-пам'ятки садово-паркового мистецтва
Романківецький.

## Адміністративний устрій
Адміністративно-територіально поділяється на 1 міську раду та 21 сільську раду, які об'єднують 29 населених пунктів та підпорядковані Сокирянській районній раді. Районний центр був у місті Сокиряни. На цей час територія колишнього Сокирянського району цілком увійшла входить до складу Дністровського району Чернівецької області з адміністративним центром у смт. Кельменці.

## Населення
Розподіл населення за віком та статтю (2001):
| Стать | Всього | До 15 років | 15-24 | 25-44 | 45-64 | 65-85 | Понад 85 |
| --- | ------ | ----------- | ----- | ----- | ----- | ----- | -------- |
| Чоловіки | 22 852 | 4251        | 3186  | 6757  | 5479  | 3048  | 131      |
| Жінки | 26 034 | 4159        | 3200  | 6323  | 6491  | 5466  | 395      |
| \| Статево-вікова піраміда \| Статево-вікова піраміда \| Статево-вікова піраміда \| \| ----------------------- \| ----------------------- \| ----------------------- \| \| Чоловіки \| Вік \| Жінки \| \| 131 \| 85 + \| 395 \| \| 332 \| 80-84 \| 784 \| \| 546 \| 75-79 \| 1304 \| \| 970 \| 70-74 \| 1648 \| \| 1200 \| 65-69 \| 1730 \| \| 1306 \| 60-64 \| 1896 \| \| 847 \| 55-59 \| 1199 \| \| 1656 \| 50-54 \| 1674 \| \| 1670 \| 45-49 \| 1722 \| \| 1849 \| 40-44 \| 1789 \| \| 1447 \| 35-39 \| 1424 \| \| 1691 \| 30-34 \| 1449 \| \| 1770 \| 25-29 \| 1661 \| \| 1710 \| 20-24 \| 1618 \| \| 1476 \| 15-20 \| 1582 \| \| 1612 \| 10-14 \| 1602 \| \| 1433 \| 5-9 \| 1421 \| \| 1206 \| 0-4 \| 1136 \| |        |             |       |       |       |       |          |
| Статево-вікова піраміда |        |             |       |       |       |       |          |
| Чоловіки | Вік    | Жінки       |       |       |       |       |          |
| 131 | 85 +   | 395         |       |       |       |       |          |
| 332 | 80-84  | 784         |       |       |       |       |          |
| 546 | 75-79  | 1304        |       |       |       |       |          |
| 970 | 70-74  | 1648        |       |       |       |       |          |
| 1200 | 65-69  | 1730        |       |       |       |       |          |
| 1306 | 60-64  | 1896        |       |       |       |       |          |
| 847 | 55-59  | 1199        |       |       |       |       |          |
| 1656 | 50-54  | 1674        |       |       |       |       |          |
| 1670 | 45-49  | 1722        |       |       |       |       |          |
| 1849 | 40-44  | 1789        |       |       |       |       |          |
| 1447 | 35-39  | 1424        |       |       |       |       |          |
| 1691 | 30-34  | 1449        |       |       |       |       |          |
| 1770 | 25-29  | 1661        |       |       |       |       |          |
| 1710 | 20-24  | 1618        |       |       |       |       |          |
| 1476 | 15-20  | 1582        |       |       |       |       |          |
| 1612 | 10-14  | 1602        |       |       |       |       |          |
| 1433 | 5-9    | 1421        |       |       |       |       |          |
| 1206 | 0-4    | 1136        |       |       |       |       |          |

Національний склад населення за даними перепису 2001 року:
| Національність | Кількість осіб | Відсоток |
| -------------- | -------------- | -------- |
| українці       | 43927          | 89,85 %  |
| росіяни        | 3044           | 6,23 %   |
| молдовани      | 1681           | 3,44 %   |
| білоруси       | 46             | 0,09 %   |
| румуни         | 43             | 0,09 %   |
| інші           | 148            | 0,30 %   |

Мовний склад населення за даними перепису 2001 року:
| Мова       | Кількість осіб | Відсоток |
| ---------- | -------------- | -------- |
| українська | 44207          | 90,42 %  |
| російська  | 3130           | 6,40 %   |
| молдовська | 1454           | 2,97 %   |
| білоруська | 22             | 0,04 %   |
| румунська  | 17             | 0,03 %   |
| інші       | 59             | 0,12 %   |

Етномовний склад населених пунктів району (рідна мова населення)
|                    | українська | російська | молдовська |
| Сокирянський район | 90,4       | 6,4       | 3,0        |
| м. Сокиряни        | 91,5       | 6,6       | 1,6        |
| с. Олексіївка      | 97,3       | 0,5       | 2,1        |
| с. Новоолексіївка  | 92,8       | 1,7       | 3,4        |
| с. Білоусівка      | 88,2       | 10,9      | 0,7        |
| с. Василівка       | 99,3       | 0,5       | 0,1        |
| с. Розкопинці      | 99,6       | 0,4       | -          |
| с. Вашківці        | 97,2       | 1,1       | 1,6        |
| с. Нова Слобода    | 93,7       | 1,3       | 4,6        |
| с. Вітрянка        | 99,4       | 0,5       | 0,1        |
| с. Волошкове       | 97,8       | 0,5       | 1,6        |
| с. Гвіздівці       | 98,4       | 0,8       | 0,7        |
| с. Грубна          | 7,1        | 91,5      | 1,0        |
| с. Коболчин        | 98,8       | 0,7       | 0,3        |
| с. Кормань         | 98,9       | 0,4       | 0,6        |
| с. Кулішівка       | 98,7       | 0,7       | 0,4        |
| с. Ломачинці       | 96,1       | 2,8       | 0,7        |
| с. Лопатів         | 98,5       | 1,1       | 0,2        |
| с. Покровка        | 99,1       | 0,9       | -          |
| с. Михалкове       | 98,6       | 0,8       | 0,2        |
| с. Галиця          | 98,4       | 0,8       | 0,8        |
| с. Непоротове      | 99,2       | 0,8       | -          |
| с. Братанівка      | 99,0       | 0,7       | 0,3        |
| с. Ожеве           | 96,9       | 2,3       | 0,5        |
| с. Романківці      | 98,8       | 0,8       | 0,3        |
| с. Селище          | 98,7       | 1,0       | 0,3        |
| с. Сербичани       | 98,7       | 0,9       | 0,4        |
| с. Шебутинці       | 98,6       | 1,1       | 0,2        |
| с. Шишківці        | 26,6       | 1,7       | 71,7       |
| с. Струмок         | 94,6       | 2,4       | 3,0        |

У районі проживає[коли?] 48,1 тисяч осіб (без Новодністровська). Міське населення 11,4 тис. осіб, сільське — 36,7 тис. осіб. Середня густота населення — 89,1 осіб на км².

## Найбільш поширені прізвища в районі
Ткач, Руснак, Гончар, Мельник, Кушнір, Олійник, Харабара, Швець, Гуцул, Чорний, Шевчук, Бабій, Кишка, Ткачук, Мартинюк, Боднар, Цуркан, Кувіла, Серебрянський, Аузяк, Андронік, Злий, Глушко, Продан, Сливка, Пастушок, Жук, Чумак, Цап, Зубаль, Савчук, Лисий, Коваль, Гринько, Попов, Бірюк, Гладкий, Костюк, Гандзій, Щасливий, Куляк, Кучерявий, Марчук, Гонца, Тимчук, Якубовський, Козак, Ротар, Беженар, Гуйван, Рябий, Забудько, Скрипник, Яковина, Герасимчук, Заболотний, Шамбра, Боднарюк, Грищук, Гангал, Голяк, Москалюк, Урсул, Черній, Кулій, Фрицак, Леленко, Барчук, Погребняк, Трач, Багрій, Бучка, Ожеван, Рудько, Василіка, Базелюк, Добровольський, Мудрик, Янчак, Максимчук, Щербатий, Ваданюк, Дідик, Твердохліб, Базь, Заришняк, Нагірняк, Яровий, Босак, Бузурний, Горган, Анатійчук, Маленький, Присакар, Люльчак, Пшеничко, Радевич, Кривий, Семенко, Богач, Дикий, Микитюк, Пижівський, Плінгей.

## Економіка
На території району працюють 5 промислових підприємств, з яких 4 виробляють товари народного споживання. В районі 45646 га сільськогосподарських угідь, 35838 га ораної землі, 4060 га садів, 13937 га лісів. На території району працюють 34 агроформування. Вирощують зернові, зернобобові культури, цукрові буряки, соняшник, виробляють молоко, м'ясо.

## Інфраструктура
У районі 36 дошкільних закладів, 28 загальноосвітніх шкіл, 1 професійно-технічне училище. Охорона здоров'я представлена 4 лікарнями, 4 поліклініками, 24 фельдшерсько-акушерськими пунктами. У районі діють 27 клубних закладів, 29 бібліотек.

## Культура
- Жіночий ансамбль "Мелодія", створений при музичній школі та багато пісенно-музичних колективів сіл району.
- Польова веселка

## Персоналії
- Категорія:Уродженці Сокирянського району
- Люди, пов'язані із Сокирянським районом